# Paula Poundstone
Paula Poundstone (Hunstville, 29 de diciembre de 1959) es una comediante, autora, actriz, entrevistadora y comentarista estadounidense. A finales de la década de 1980, realizó una serie de especiales de comedia de una hora en HBO. Fue comentarista entre bastidores durante las elecciones presidenciales de 1992 en The Tonight Show con Jay Leno. Es la presentadora del podcast de Starburns Audio (anteriormente miembro de la red Maximum Fun ) Nobody Listens to Paula Poundstone, que es el sucesor del programa de Radio Pública Nacional Live del Poundstone Institute. Es panelista frecuente en el programa de concursos de noticias semanales de NPR Wait Wait. . . No me digas y fue una invitada recurrente en el programa de variedades A Prairie Home Companion de la cadena durante los años de Garrison Keillor como presentador.

## Nacimiento y adolescencia
Poundstone nació en Huntsville, Alabama, su madre era ama de casa y se llamaba Vera, y Jack Poundstone,su padre, ingeniero. Su familia se mudó a Sudbury, Massachusetts, un mes después de su nacimiento.

## Carrera profesional
Poundstone comenzó a hacer monólogos en las noches de micrófono abierto en Boston en 1979. A principios de la década de 1980, viajó por los Estados Unidos en el autobús Greyhound, deteniéndose en noches de micrófono abierto en clubes de comedia en el camino. Se quedó en San Francisco, donde se hizo conocida por sus sets de improvisación en Holy City Zoo y el club de comedia The Other Cafe en Cole Valley.
En 1984, Robin Williams la vio actuar y la animó a mudarse a Los Ángeles. Ella realizó su acto cuando Williams presentó un episodio de Saturday Night Live. Ese año, Poundstone fue elegido para la película Gremloids. Continuó como comediante y comenzó a aparecer en varios programas de entrevistas. En 1989, ganó el premio American Comedy Award a la "Mejor comedia de stand up femenina".
En 1990, escribió y protagonizó un especial de HBO llamado Cats, Cops and Stuff, por el que ganó un premio CableACE, convirtiéndola en la primera mujer en ganar el ACE al mejor especial de comedia standup. En marzo de 2019, la cómica Tig Notaro nombró a "Cats, Cops and Stuff" como uno de los 5 especiales de stand up más divertidos para la revista Time. Poundstone hizo su segundo especial de stand up de HBO, Paula Poundstone Goes to Harvard, grabado en el campus en Sanders Theatre. Poundstone tuvo su propio especial de Bravo en 2006 como parte de su serie de tres partes Funny Girls, junto con Caroline Rhea y Joan Rivers, titulada Paula Poundstone: Look What the Cat Dragged In.
Poundstone trabajó como corresponsal político para The Tonight Show durante la campaña presidencial de Estados Unidos de 1992 e hizo trabajos de campo para The Rosie O'Donnell Show en 1996. En 1993, Poundstone ganó un segundo premio CableACE a la "Mejor Entrevistadora" por su serie de HBO The Paula Poundstone Show. Luego apareció en su propio programa de variedades, The Paula Poundstone Show , en ABC (que duró dos episodios). También apareció en Hollywood Squares y fue panelista habitual del remake de To Tell the Truth. Poundstone tuvo un papel recurrente en la serie de televisión Cybill (1997) de Cybill Shepherd.
Poundstone también ha trabajado como actriz de doblaje. Prestó su voz al juez Stone en Science Court (también conocida como Squigglevision), una serie de dibujos animados de entretenimiento educativo realizada al estilo Squigglevision que se emitió los sábados por la mañana en ABC Kids en 1997.
Al quedarse con los creadores de Science Court, Tom Snyder Productions, fue la voz de la madre, Paula Small, en la serie de dibujos animados Home Movies durante los primeros cinco episodios del programa, que se emitió en UPN. Ante la cancelación de UPN de 1999 del programa y el resurgimiento de 2000 en Cartoon Network, Poundstone decidió dejar el programa. El personaje del programa, Paula Small, fue nombrado y modelado libremente en Poundstone.[cita requerida]
Poundstone es una panelista frecuente en el programa de concursos de noticias semanal de National Public Radio (NPR), Wait Wait... Don't Tell Me. En 2017, lanzó un nuevo programa de entrevistas de ciencia, comedia en NPR llamado Live from the Poundstone Institute que publicaba episodios semanalmente, luego se interrumpió repentinamente, diciendo «el semestre terminó». En julio de 2018, Poundstone comenzó a copresentar el podcast de comedia "Nobody Listens to Paula Poundstone" con Adam Felber.
Poundstone realiza una extensa gira por el país, presentando comedias en teatros y centros de artes escénicas. Es conocida por no hacer el mismo acto dos veces e interactuar espontáneamente con la multitud. Escribe Nick Zaino III del Boston Globe , «Su trabajo en público siempre ha sido inusual: su disposición natural, curiosa y siempre perpleja, le permite a Poundstone interrogar agresivamente a los miembros de la audiencia sin parecer nunca una amenaza. Y nadie hace mejor el callback». Ha lanzado tres CD de comedia: I Heart Jokes: Paula Tells Them en Boston el Día de los Inocentes de 2013; North by Northwest: Paula Poundstone Live! (su primer álbum doble) en junio de 2016; y I Heart Jokes: Paula Tells Them in Maine en enero de 2009. 

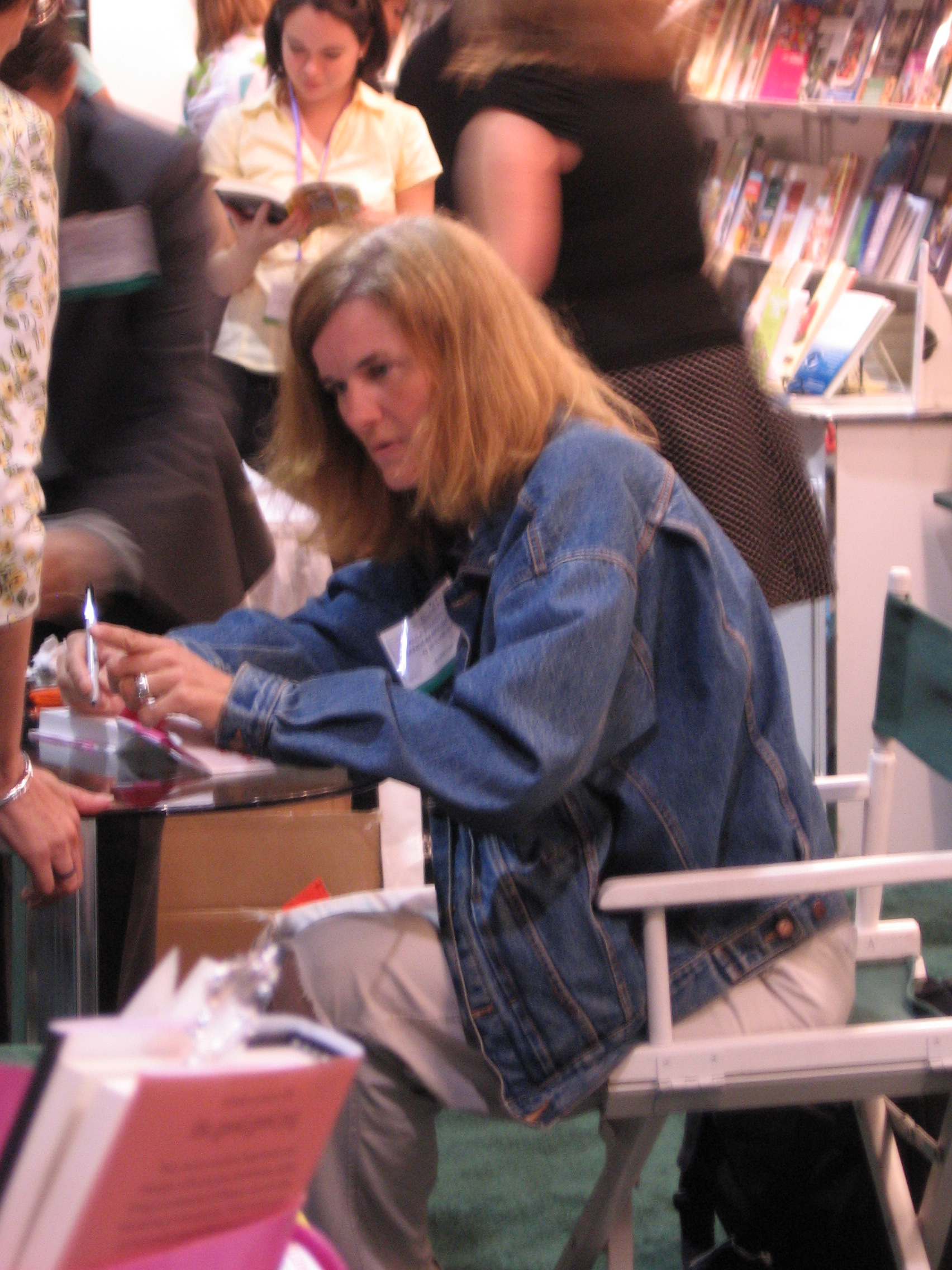
Poundstone en una firma de libros en 2007

El primer libro de Poundstone, No hay nada en este libro que quisiera decir, fue publicado por Crown en 2006. Su segundo libro, publicado por Algonquin en mayo de 2017, se tituló El estudio totalmente no científico de la búsqueda de la felicidad humana. También escribió la columna ¡Hola, Paula! para Mother Jones (1993-1998) y artículos para Los Angeles Times, Glamour y Entertainment Weekly, entre otros.
Lectora ávida, Poundstone ha sido la Portavoz Nacional de "Unidos por las Bibliotecas" de la Asociación de Bibliotecas de Estados Unidosdesde 2007. Es un grupo de apoyo a los ciudadanos que trabaja para recaudar fondos y concienciar a sus bibliotecas locales.
Poundstone ocupa el puesto 88 en la lista de 2004 en la lista de Comedy Central de los 100 mejores stand up de todos los tiempos.

## Vida personal
Poundstone comenzó a servir como madre de acogida en la década de 1990. Ha criado a ocho hijos y finalmente adoptó a dos hijas y un hijo.
En octubre de 2001, Poundstone fue acusado de un delito grave de poner en peligro a un niño en relación con la conducción en estado de ebriedad con niños en el automóvil. También fue acusada de tres cargos de actos lascivos contra una niña menor de 14 años Ella cambió su declaración anterior de no culpabilidad y, a cambio, los fiscales retiraron tres cargos de cometer actos lascivos contra un niño y agregaron un cargo menor de infligir lesiones a un niño. Poundstone también se declaró sin oposición a un cargo de delito grave de poner en peligro a un menor. Fue sentenciada a libertad condicional y seis meses de rehabilitación y se le ordenó realizar 200 horas de servicio comunitario. En 2002, Poundstone habló sobre su responsabilidad personal por los eventos que llevaron a su arresto y las medidas que ha tomado, incluido un programa de tratamiento de seis meses para el alcoholismo, pero dijo que no cometió ningún acto lascivo ni abuso infantil.
Poundstone es asexual y atea.

## Filmografía

### Película
| Año  | Título                        | Papel           | Notas                 |
| ---- | ----------------------------- | --------------- | --------------------- |
| 1984 | Hyperspace                    | Karen           | 3-D movie             |
| 1991 | Wisecracks                    | Ella misma      | Documental            |
| 2003 | When Stand Up Stood Out       | Ella misma      | Documental            |
| 2008 | No Brainer                    | Ella misma      | Comedy feature        |
| 2013 | Why We Laugh: Funny Women     | Ella misma      | Documental            |
| 2013 | Wait Wait Don't Tell Me Live! | Ella misma      | Panelist, live cinema |
| 2014 | 3 Still Standing              | Ella misma      | Documental            |
| 2015 | Inside Out                    | Mentalera Paula | Voz                   |
| 2015 | By Any Means Necessary        | Ella misma      | Documental            |
| 2016 | The Comedy Club               | Ella misma      | Documental            |
| 2024 | Inside Out 2                  | Mentalera Paula | Voz                   |

### Televisión
| Año     | Título                                         | Papel                   | Notas                                                                                           |
| ------- | ---------------------------------------------- | ----------------------- | ----------------------------------------------------------------------------------------------- |
| 1988    | Veneno                                         |                         | Escritor, película para televisión                                                              |
| 1989    | Es el show de Garry Shandling                  | Sí misma                | 1 episodio                                                                                      |
| 1989    | No necesariamente las noticias                 | Comentarista            | 1 episodio                                                                                      |
| 1993    | Dudas razonables                               | Betty Tannebaum         | 1 episodio                                                                                      |
| 1993    | El show de Paula Poundstone                    | Ella Misma / Anfitriona | Programa de variedades, 3 episodios, VHS                                                        |
| 1995    | Lois y Clark: Las nuevas aventuras de Superman | El ordenador            | 1 episodio                                                                                      |
| 1996    | Aventuras del Libro de las Virtudes            | El Djinn                | Actor de doblaje, 1 episodio, serie animada                                                     |
| 1997    | Cybill                                         | Minni Arbogast          | 2 episodios                                                                                     |
| 1998    | Hércules                                       | Arco de Armageddon      | Actor de doblaje, 1 episodio, serie animada                                                     |
| 1997-99 | Tribunal de Ciencias                           | Juez Stone              | Actor de doblaje, 5 episodios, serie animada                                                    |
| 1999    | Películas caseras                              | Paula pequeña           | Actor de voz para 5 episodios y guionista de una serie diferente de 5 episodios, serie animada. |
| 2013    | Wanda Sykes presenta Herlarious                | Ujier                   | 4 episodios, serie de TV                                                                        |
| 2015    | La HOA                                         | Lorena                  | película de televisión                                                                          |
| 2016    | Crímenes mayores                               | Sí misma                | Cameo, Temporada 5 Episodio 4                                                                   |
| 2019    | Isla de campamento de verano                   | Paulette                | Actor de doblaje, 4 episodios, serie animada                                                    |
| 2020    | ¡Los hongos!                                   | Reina antagonista       | Actor de doblaje, 1 episodio, serie animada                                                     |

### Especiales de comedia
| Año  | Título                                                               | Estudio | Formatos                             |
| ---- | -------------------------------------------------------------------- | ------- | ------------------------------------ |
| 1989 | One Night Stand                                                      | HBO     | Transmisión / transmisión            |
| 1990 | Paula Poundstone: Cats, Cops and Stuff                               | HBO     | Transmisión / transmisión            |
| 1996 | Paula Poundstone Goes to Harvard                                     | HBO     | Transmisión                          |
| 2006 | Bravo's Funny Girls - Paula Poundstone: Look What the Cat Dragged In | Bravo   | Transmisión / descarga / transmisión |

### Actuaciones de monólogos
| Año     | Título                                  | Notas                                          |
| ------- | --------------------------------------- | ---------------------------------------------- |
| 1983    | The 8th Annual Young Comedians Show     | Comedy special                                 |
| 1984    | The Merv Griffin Show                   | 1 episode                                      |
| 1987    | On Location: Women of the Night         | Comedy special, VHS                            |
| 1981-88 | An Evening at the Improv                | 2 episodes, stand-up compilation VHS/streaming |
| 1989    | Comic Relief III                        | Charity comedy special, VHS                    |
| 1989    | Comic Relief '90                        | Charity comedy special, VHS                    |
| 1984-90 | Late Night with David Letterman         | 13 episodes                                    |
| 1986-92 | The Tonight Show Starring Johnny Carson | 14 episodes                                    |
| 1992    | Kellogg's Pop-Tarts Comedy Video        | Comedy special VHS                             |
| 1992    | Comic Relief V                          | Charity comedy special, VHS                    |
| 1994    | Comic Relief VI                         | Charity comedy special, VHS                    |
| 1995    | Comic Relief VII                        | Charity comedy special, VHS                    |
| 1992-97 | The Tonight Show with Jay Leno          | 15 episodes                                    |
| 1997-98 | The Rosie O'Donnell Show                | 4 episodes                                     |
| 1998    | Comic Relief 8                          | Charity comedy special, VHS                    |
| 2003    | Best of the Improv 2                    | Stand-up compilation VHS                       |
| 2005    | Just for Laughs                         | 1 episode, streaming                           |
| 2006-15 | The Late Late Show with Craig Ferguson  | 17 episodes                                    |
| 2019    | William H. Macy: Comedy Ambassador      | Comedy special, streaming                      |
| 2020    | Bring Back Laughs                       | Charity comedy special, streaming              |

## Discografía

### Álbumes de comedia
| Año  | Título                                                | Sello                  | Formato                 |
| ---- | ----------------------------------------------------- | ---------------------- | ----------------------- |
| 2009 | I Heart Jokes: Paula Tells Them in Maine              | CD Baby/Lipstick Nancy | CD/download/streaming   |
| 2013 | I Heart Jokes: Paula Tells Them in Boston             | CD Baby/Lipstick Nancy | CD/download/streaming   |
| 2016 | North By Northwest: Paula Poundstone Live! Vol. 1 & 2 | HighBridge Audio       | 2xCD/download/streaming |

### Singles
| Año  | Título              | Sello          | Formato            |
| ---- | ------------------- | -------------- | ------------------ |
| 2019 | Not My Butterfinger | Lipstick Nancy | Download/streaming |

### Recopilaciones[19]
| Año  | Título                                                            | Sello                | Formato               |
| ---- | ----------------------------------------------------------------- | -------------------- | --------------------- |
| 1988 | Women of the Night: A Comedy Album                                | A&M Records          | LP/Cassette/CD        |
| 1989 | The Best Of Comic Relief 3                                        | Rhino Records        | Cassette/CD           |
| 1990 | The Best Of Comic Relief '90                                      | Rhino Records        | Cassette/CD           |
| 1994 | Comic Relief VI                                                   | Rhino Records        | CD                    |
| 1996 | Comic Relief VII                                                  | Rhino Records        | CD                    |
| 2000 | A Prairie Home Companion: Pretty Good Jokes                       | HighBridge Audio     | 2xCassette/2xCD       |
| 2013 | Laughter Therapy: A Comedy Collection For The Chronically Serious | NPR/HighBridge Audio | 2xCD                  |
| 2018 | Just for Laughs - The Archives, Vol. 36                           | JFL                  | CD/download/streaming |